# Hazel Hotchkiss Wightman
Hazel Virginia Hotchkiss, zamężna Wightman (ur. 20 grudnia 1886 w Healdsburg, zm. 8 grudnia 1974 w Newton) – amerykańska tenisistka, szesnastokrotna zwyciężczyni mistrzostw USA w grze pojedynczej, podwójnej i mieszanej, deblowa mistrzyni Wimbledonu, mistrzyni olimpijska, inicjatorka Pucharu Wightman.
Hazel Hotchkiss Wightman jest uważana za pierwszą mistrzynię woleja w kobiecym tenisie. Praworęczna zawodniczka była zdecydowaną zwolenniczką gry ofensywnej i dominowała w rozgrywkach amerykańskich na początku XX wieku. Umiejętności wolejowe pozwoliły jej na długie kontynuowanie kariery w deblu – na różnych nawierzchniach i w różnych konkurencjach zdobyła 34 tytuły mistrzyni USA, ostatni w wieku 57 lat w mistrzostwach halowych (1943, z Pauline Betz). Zasłużona także jako trenerka i inicjatorka rozgrywek amerykańsko-brytyjskich, otrzymała przydomek Lady Tennis.
Studiowała na Uniwersytecie Kalifornijskim, grę wolejową ćwicząc z czterema braćmi oraz na ścianie domu. W 1909 debiutowała na mistrzostwach USA (obecne US Open) i chociaż nie miała doświadczenia w grze na trawie, triumfowała nie tylko w grze pojedynczej, ale także w deblu i mikście. W singlu jej najgroźniejszą rywalką okazała się Louise Hammond w finale turnieju pretendentek (All Comers), która jako jedyna urwała jej seta (Hotchkiss wygrała 6:8, 6:1, 6:4). We właściwym finale (challenge round) dominacja Hotchkiss nad broniącą tytułu Maud Barger-Wallach nie podlegała dyskusji (6:0, 6:1). W dwóch kolejnych latach Hotchkiss z powodzeniem broniła wszystkich trzech tytułów. Nie stanęła na starcie turnieju w 1912 po ślubie z George Wightmanem z Bostonu, wkrótce urodziła dziecko. Do powrotu na korty zachęcił ją ojciec, który chciał ją widzieć jako pierwszą zwyciężczynię mistrzostw USA, kontynuującą karierę po urodzeniu dziecka.
W 1915 Hazel Wightman odzyskała tytuły w deblu i mikście, ale w singlu w finale All Comers musiała uznać wyższość Molli Bjurstedt (później po mężu Mallory). W edycji tej tytułu nie broniła Mary K. Browne, w związku z czym w większości statystyk finał All Comers jest uważany za właściwy finał. W kolejnych latach Molla Mallory pozostawała niepokonana w mistrzostwach USA, a porażkę poniosła dopiero w 1919, kiedy zniesiono instytucję challenge round, gwarantującą zwycięzcy udział w finale kolejnej edycji turnieju. Hazel Wightman wykorzystała porażkę rywalki i w finale pokonała jej pogromczynię, Marion Zinderstein, sięgając po swój czwarty singlowy tytuł. Sukces ten pozwolił Wightman zająć pozycję liderki rankingu amerykańskiego w 1919.
W kolejnych latach odnosiła sukcesy już tylko w grach podwójnych, po ostatni tytuł w międzynarodowych mistrzostwach USA sięgając w 1928. Partnerowała jej wówczas młodsza o prawie dwadzieścia lat Helen Wills, z którą Wightman tworzyła szczególnie dobrą parę – nigdy nie przegrały meczu, a w 1924 zdobyły mistrzostwo Wimbledonu (jedyny tytuł Hazel Wightman na londyńskich kortach) oraz złoty medal igrzysk olimpijskich w Paryżu. Na tej samej olimpiadzie Wightman sięgnęła także po złoto w mikście w parze z Richardem Williamsem. Amerykańska para zamykała listę mistrzów olimpijskich w tenisowej grze mieszanej przez 88 lat – po paryskich igrzyskach tenis zniknął z rodziny sportów olimpijskich, a po powrocie na igrzyska w 1988 zrezygnowano z rozgrywania miksta. Gra mieszana powróciła do programu zawodów w 2012 roku, gdy zwyciężyła Białoruska para Wiktoryja Azaranka i Maks Mirny.
Szczególne zasługi dla popularyzacji tenisa kobiecego Hazel Wightman położyła jako inicjatorka rozgrywek o Puchar, nazwany jej nazwiskiem. Amerykanka chciała nawiązać w ten sposób do męskiej rywalizacji o Puchar Davisa i podobnie jak w tamtych rozgrywkach pierwszy mecz stoczyły między sobą reprezentacje USA i Wielkiej Brytanii w 1923. Nie doszło jednak do rozszerzenia rozgrywek na inne kraje i Puchar Wightman pozostał wewnętrzną sprawą brytyjsko-amerykańską, a inicjatywa Hazel Wightman znalazła realizację dopiero w Pucharze Federacji (od 1963). Hazel Wightman sama uczestniczyła w rozgrywkach, zdobywając m.in. punkt deblowy (z Eleanor Goss) w pierwszej edycji (przeciwko parze Phyliss Covell i Kitty McKane). Występowała w pucharze swojego imienia w 1923, 1924, 1927, 1929 i 1931, wyłącznie w deblu. Pełniła w tych latach funkcję kapitana, a niegrającym kapitanem była w 1933, 1935 oraz w latach 1937–1948 (w czasie II wojny światowej nie rozgrywano Pucharu). Ze wszystkich wymienionych wyżej edycji jedynie w 1924 Amerykanki nie zdobyły trofeum.
W 1957 Lady Tennis została wpisana do Międzynarodowej Tenisowej Galerii Sławy. Na jubileusz 50-lecia Pucharu Wightman w 1973 uhonorowano ją komandorią Orderu Imperium Brytyjskiego. Pozostawała wówczas – w wieku 86 lat – aktywną trenerką tenisa.

## Osiągnięcia w najważniejszych turniejach
- Wimbledon
  - gra podwójna – wygrana 1924 (z Helen Wills)
- mistrzostwa USA
  - gra pojedyncza – wygrane 1909, 1910, 1911, 1919, finał All Comers 1915
  - gra podwójna – wygrane 1909, 1910 (obie z Edith Rotch), 1911, 1915 (obie z Eleonorą Sears), 1924, 1928 (obie z Helen Wills), finały 1919 (z Eleonorą Sears), 1923 (z Eleanor Goss)
  - gra mieszana – wygrane 1909 (z Wallace’em F. Johnsonem), 1910 (z Josephem Carpenterem), 1911 (z Wallace F. Johnsonem), 1915 (z Harrym Johnsonem), 1918 (z Irvingiem Wrightem), 1920 (z Wallace’em F. Johnsonem), finały 1926, 1927 (oba z René Lacoste’em)
- igrzyska olimpijskie w Paryżu 1924
  - gra podwójna – 1. miejsce (z Helen Wills)
  - gra mieszana – 1. miejsce (z Richardem Williamsem)
- Puchar Wightman
  - wygrane 1923, 1927, 1929, 1931, jako niegrający kapitan także 1933, 1935, 1937, 1938, 1939, 1946, 1947, 1948

### Występy finałowe w mistrzostwach USA
- 1909 – 6:0, 6:1 z Maud Barger-Wallach
- 1910 – 6:4, 6:2 z Louise Hammond
- 1911 – 8:10, 6:1, 9:7 z Florence Sutton
- 1915 – 6:4, 2:6, 0:6 z Mollą Bjurstedt (Mallory)
- 1919 – 6:1, 6:2 z Marion Zinderstein